# 鄭衆 (大司農)
鄭 衆（てい しゅう、? - 83年）は、後漢初期の儒学者・政治家。字は仲師。古文の経典を学び、とくに『周礼』の注釈で知られる。
大司農の官にのぼったために鄭司農とも呼ばれる。また、鄭玄に対して鄭衆を先鄭、鄭玄を後鄭と呼ぶこともあるが、鄭衆と鄭玄が同族というわけではない。有名な宦官の鄭衆とも関係はない。

## 略歴
『後漢書』の鄭興・鄭衆の伝によると、鄭衆の父の鄭興は河南郡開封県の人で、古文経学の学者として知られ、王莽のときに劉歆に仕えてその才能を愛された。のちに更始帝・隗囂・光武帝に仕え、官は太中大夫であった。後漢の『春秋左氏伝』の学は主に鄭興と賈逵に発し、「鄭賈の学」と呼ばれた。
鄭衆は12歳で『春秋左氏伝』を父に学んだ。また、三統暦・『詩』・『易』に通じていた。馬融によれば、鄭衆は杜子春に『周礼』を学び、その注を書いた。
北匈奴が後漢に和親を申し入れてきたので、明帝は永平8年（65年）に当時越騎司馬であった鄭衆を匈奴に使者として派遣した。鄭衆は単于に対して拝礼を行わなかったため、単于は鄭衆を幽閉して自分に服するよう脅迫したが、鄭衆は刀を抜いて屈しないことを誓ったので、その勢いに押されて解放された。
このとき、鄭衆は南匈奴の須卜骨都侯が漢にかくれて北匈奴へ使者を出しているのを捕らえ、南匈奴と北匈奴が連絡を取りあうのを防ぐように上奏した。これが認められて度遼営が置かれた。
帰国後、鄭衆は「北匈奴が和親を申し入れたのは南匈奴を漢から離反させようという計略だから、和親すべきではない」と主張したが、明帝はこれをきかず、鄭衆をふたたび使者として派遣しようとした。鄭衆は「前回の派遣で単于の怨恨を買ったので、もう一度行けば自分は殺されるだろう」と言ったが、許されなかった。匈奴へ向かう途上でもたびたび上書して反対したので、鄭衆は牢獄に入れられた。のちに許され、官職を失って家に戻った（なお、『芸文類聚』巻68・儀飾部・節に引く『東観漢記』ではこのとき鄭衆が匈奴に殺されたと記しているが、この一文はおそらく『芸文類聚』が勝手に附加したものであろうという）。
その後、匈奴からの使者を明帝が謁見したが、鄭衆が単于に屈しなかった勇敢さがかつての蘇武にも劣らないとして匈奴で話題になっていると知り、再び鄭衆を用いて軍司馬に任命した。鄭衆は虎賁中郎将の馬廖とともに車師を攻撃し、敦煌で中郎将となった。後に武威太守・左馮翊に遷った。建初6年（81年）に大司農の官職についた。
著作には『費氏易』『毛詩』『周礼』『春秋左氏伝』の注釈があったというが、いずれもはやく滅びた。しかし鄭玄の『周礼』注には大量に鄭衆を引用している。また、『国語』の注も書いており、韋昭が引用している。馬国翰『玉函山房輯佚書』には鄭衆による『周礼』『春秋左氏伝』『国語』の注の逸文、および『通典』『芸文類聚』に引く「婚礼」が集められている。
後漢末の鄭泰・鄭渾は玄孫にあたる。

## 評価
鄭衆が匈奴に屈しなかった故事は有名であり、『蒙求』にも蘇武と並べて「蘇武持節、鄭衆不拝」として見える。日本の『十訓抄』にも忠臣の代表としている。
馬融は『春秋左氏伝』の注を作ろうとして、先行する鄭衆・賈逵の注を読んだが、「賈逵はくわしいが広くなく、鄭衆は広いがくわしくない。（両者を読めば）くわしくてかつ広いものがすでにあるのに、自分が何を加えることがあろう」と言って止め、『春秋』三伝の違いを記すのみにとどめた。
同じく馬融によれば、『周礼』の注は賈逵のものが有名で鄭衆のものは行われていないが、鄭衆のほうがより正確であるという。